# Valentine’s Day in Quahog
Valentine’s Day in Quahog («День святого Валентина в Куахоге») — двенадцатая серия одиннадцатого сезона мультсериала «Гриффины». Премьерный показ состоялся 10 февраля 2013 года на канале FOX.

## Сюжет
Серия рассказывает о том, как Гриффины встретили День Святого Валентина. Питер с Лоис просыпаются, Лоис говорит Питеру, что сегодня очень необычный день и предлагает провести его как-то по-особенному. Питер предлагает провести весь день в постели, на что Лоис с радостью соглашается. Питер пытается создать праздничную обстановку, взяв книгу камасутры у Гленна, однако, в самый неподходящий момент Питеру звонит его бывшая, которая всегда звонит ему пьяной в День Святого Валентина и спрашивает, до сих пор ли он женат на Лоис.
Мег красиво оделась и ждёт своего парня, с которым познакомилась в интернете. Брайан и Стьюи желают ей удачи, давая несколько ценных советов о том, как себя надо вести на свидании. Всё идёт слишком хорошо — Мег с другом ужинают в ресторане, однако, выясняется, что парень работает на чёрном рынке органов, он подсыпает Мег в бокал снотворное. Мег приходит в себя в ванне со льдом, с ужасом обнаруживая шов на месте почки. Бойфренд рассказывает, что ему действительно нужны были деньги, он собирается уходить, но Мег его не отпускает, говоря о том, что он всё-таки обещал ей провести целый день вместе. Парень соглашается: вместе с Мег они гуляют, катаются на коньках, по окончании дня знакомый всё же дарит Мег её почку, завершая день поцелуем.
Утром Гленн готовит себе завтрак и обнаруживает, что очередная девушка не хочет уходить. Он выкидывает её из дома, но та проклинает его за это. Гленн дома находит плойку, дотрагивается до неё, его сильно бьёт током, Куагмир теряет сознание. Придя в себя, он с ужасом осознаёт, что все вокруг его видят, как женщину. В конце концов, приняв это, Гленн решает смириться и приходит на пижамные вечеринки к девушкам.
Консуэлла тоже встречает День Святого Валетина, пытаясь пробраться к своему возлюбленному через американо-мексиканскую границу.
Крис узнаёт о том, что к Герберту приехала его внучатая племянница, которая влюбилась в Криса. Гербрет обещает помочь племяннице устроить свидание с Крисом.
Стьюи отправляется в шестидесятые для того, чтобы встретить кого-нибудь во времена лета любви. Всё идёт отлично: заметив красивую девочку, Стьюи, не думая, признаётся ей в любви и целует её. Но тут выясняется, что эта девочка — Лоис, которую увозит с собой Картер. У Стьюи случается приступ рвоты, он никак не мог предположить, что это была Лоис. Уже вернувшись домой он всё никак не может прийти в себя.
Лишь Брайан грустит в этот день — им овладела депрессия по поводу того, что он никак не может найти девушку своей мечты. Он признаётся Стьюи, что уже почти готов сдаться, но Стьюи решает помочь Брайану, пригласив в дом всех бывших пассий Брайана. Девушки прямо в лицо говорят Брайану о его недостатках, но сам Брайан злится и каждому из присутствующих говорит, что о них думает. Толпа женщин кидается за Брайаном в погоню по городу.
Адам Вест узнаёт о том, что его жена, Кэрол, встречается с другим мэром. Приехав на очередное мероприятие, Вест находит Кэрол в обнимку с другим управляющим. Два мэра вступают в схватку, в результате которой побеждает Адам Вест. Кэрол извиняется и говорит о том, что такое больше никогда не повторится.
В конце серии показывается то, как у кого закончился День Святого Валентина: Питер с Лоис занимаются любовью в кровати, мэр Адам Вест перерезает ленточку на своей жене Кэрол, Крис встречается с племянницей Герберта, Консуэлла, вся грязная и в рваной одежде возвращается и встречает своих детей, Стьюи всё никак не может себе простить поцелуй с Лоис в молодости — его продолжает тошнить, Мег ставит на полку баночку со своей почкой, самым счастливым в тот день стал Брайан — он оказался в постели сразу со всеми своими бывшими девушками.

## Рейтинги
- Рейтинг эпизода составил 2.5 среди возрастной группы 18-49 лет.
- Серию посмотрело порядка 4.71 миллиона человек.
- Серия стала самой просматриваемой в ту ночь «Animation Domination» на FOX, победив по количеству просмотров новые серии «Симпсонов», «Шоу Кливленда» и «Американского Папаши!».[1]

## Критика
- Кевин МакФарланд из A.V. Club дал эпизоду оценку B, поясняя: «…получилось очень раздутая, целостная пародия на большинство романтических фильмов, это сделало некоторую сенсацию на протяжении нескольких лет. Серия особо не выдающаяся, но „День Святого Валентина в Куахоге“ получилась выделяющейся серией…»[2]
- Джон Блаббер дал эпизоду 7/10 баллов.[3]